# Skrittmaskin

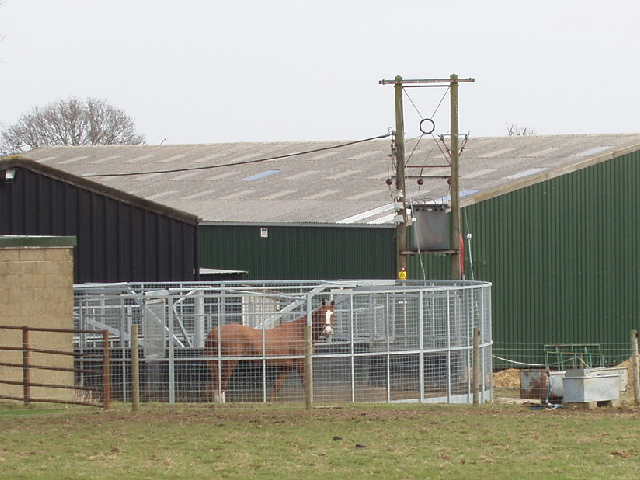
Skrittmaskin

Skrittmaskin är en maskin som används för att motionera hästar. Maskinen är cirkelformad, cirka 20 meter i diameter och uppdelad i fållor där hästen går lös. Hästen drivs sedan i ett lugnt tempo (skritt) framåt av grindarna. 